# 2e congrès des États-Unis
4 mars 1791 – 4 mars 1793
Sessions
Précédent Suivant
Le 2e congrès des États-Unis est la législature fédérale américaine, composée du Sénat et de la Chambre des représentants, débutant le 4 mars 1791 et s'achevant le 3 mars 1793.
Il n'existe pas encore de partis politiques : les sénateurs et représentants sont classés a posteriori suivant leur approbation (pro-administration) ou leur opposition (anti-administration) à la politique du président George Washington.

## Sessions

### Session extraordinaire
Une session extraordinaire a lieu le 4 mars 1791 au Congress Hall de Philadelphie.
- 4 mars 1791 : Le Vermont devient le 14e membre de l'Union.

### Première session
La première session se déroule du 24 octobre 1791 au 8 mai 1792 au Congres Hall de Philadelphie.
- 20 février 1792 : Postal Service Act (en).
- 2 avril 1792 : Coinage Act of 1792.
- 2 et 8 mai 1792 : Militia Acts of 1792 (en).
- 1er juin 1792 : Le Kentucky devient le 15e membre de l'Union.

### Deuxième session
La deuxième session se déroule du 5 novembre 1792 au 2 mars 1793 au Congres Hall de Philadelphie.
- 12 février 1793 : Fugitive Slave Act of 1793 (en).
- 2 mars 1793 : Judiciary Act of 1793 (en).

## Composition

### Sénat
Le Sénat compte 26 membres au début de la législature et 30 à la fin, à la suite de l'entrée du Vermont et du Kentucky dans l'Union.
|                    | Parti               | Parti | Total | Sièges vacants |
| Pro-Administration | Anti-Administration |       | Total | Sièges vacants |
| ------------------ | ------------------- | ----- | ----- | -------------- |
| Début              | 17                  | 8     | 25    | 1              |
| Fin                | 17                  | 13    | 30    | 0              |

### Chambre des représentants
La Chambre des représentants compte 69 membres au début de la législature et 73 à la fin : deux nouveaux sièges vont au Kentucky et au Vermont.
|                    | Parti               | Parti | Total | Sièges vacants |
| Pro-Administration | Anti-Administration |       | Total | Sièges vacants |
| ------------------ | ------------------- | ----- | ----- | -------------- |
| Début              | 39                  | 29    | 68    | 1              |
| Fin                | 40                  | 32    | 72    | 1              |

## Membres

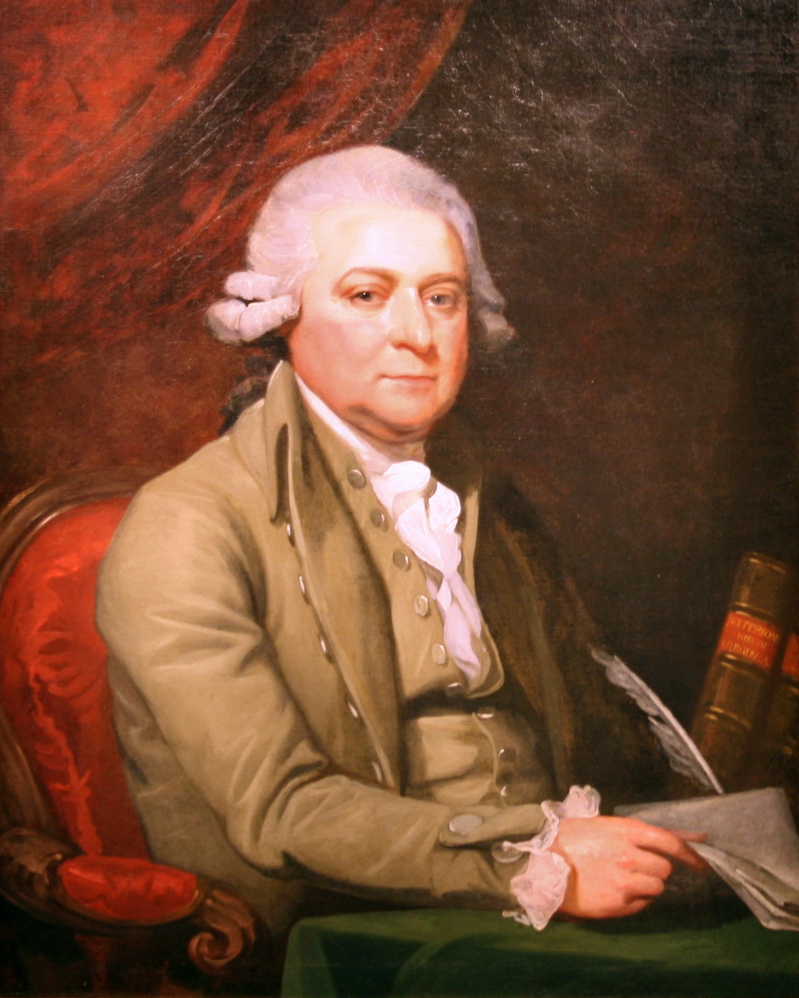
Le président du Sénat John Adams.
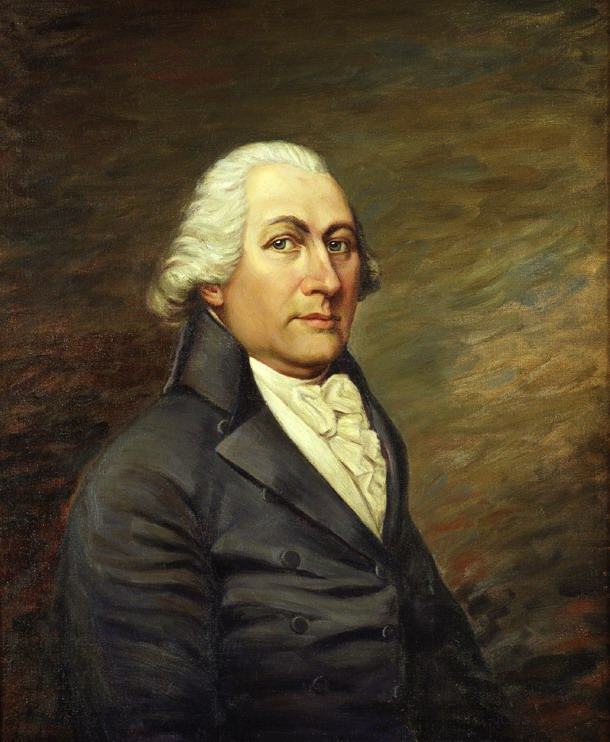
Le président pro tempore du Sénat John Langdon.
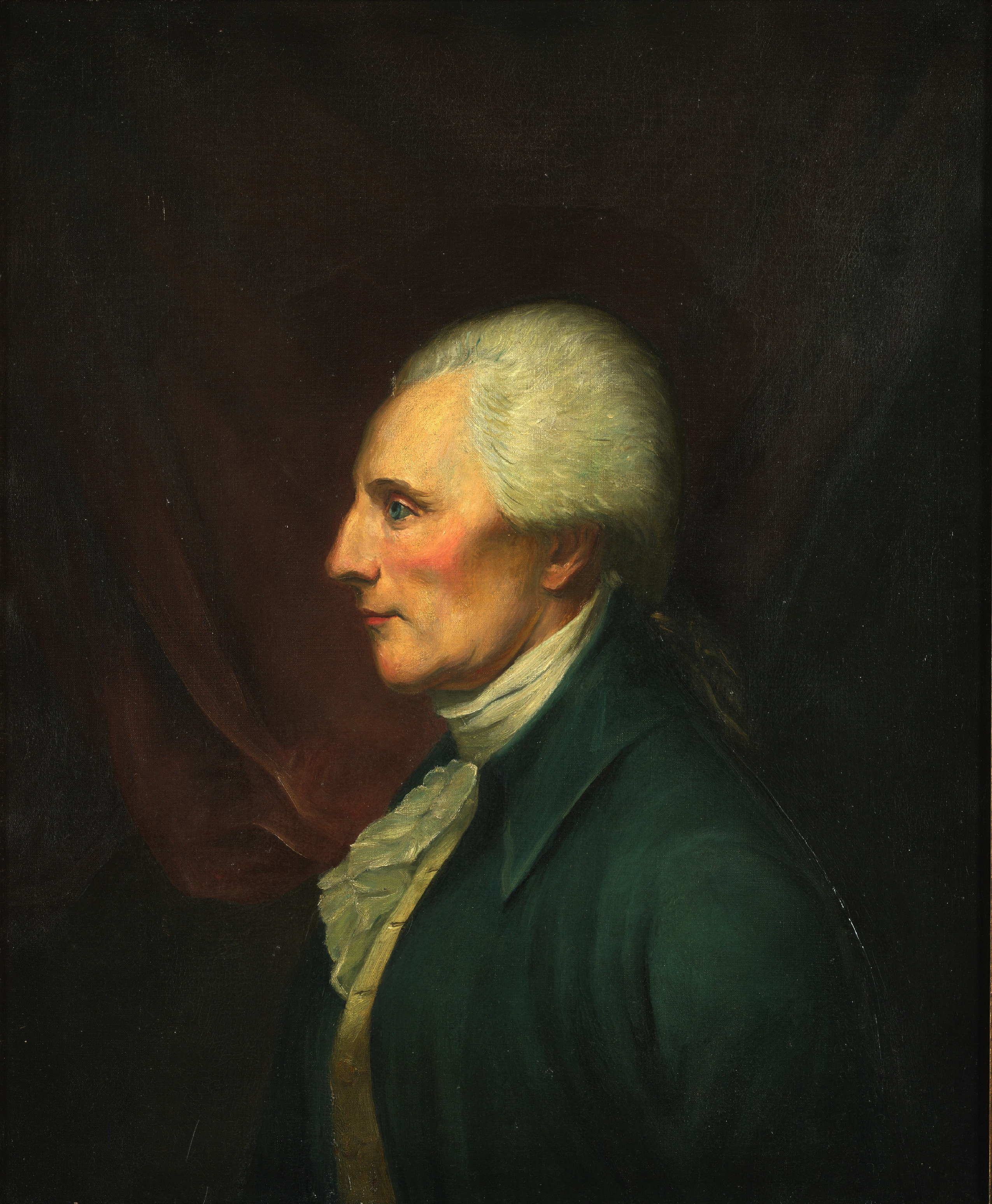
Le président pro tempore du Sénat Richard Henry Lee.
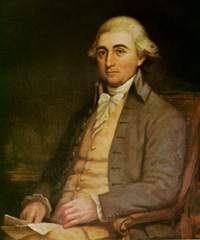
Le président de la Chambre des représentants Jonathan Trumbull, Jr..

### Sénat
- Président : John Adams (P)
- Président pro tempore : Richard Henry Lee (P) du 18 avril au 8 octobre 1792, puis John Langdon à partir du 5 novembre 1792

Le Sénat est renouvelé par tiers tous les deux ans, avec des mandats de six ans. Le mandat des sénateurs de classe 1 débute avec ce Congrès ; celui des sénateurs de classe 2 prend fin avec ce Congrès ; et celui des sénateurs de classe 3 prend fin avec le 3e Congrès, en 1794.
| - Caroline du Nord : - 3. Benjamin Hawkins (P) - 2. Samuel Johnston (P) - Caroline du Sud : - 2. Pierce Butler (A) - 3. Ralph Izard (P) - Connecticut : - 1. Oliver Ellsworth (P) - 3. William Samuel Johnson (P) jusqu'au 4 mars 1791 (démission) - 3. Roger Sherman (P) à partir du 13 juin 1791 - Delaware : - 2. Richard Bassett (P) - 1. George Read (P) - Géorgie : - 2. William Few (A) - 3. James Gunn (en) (A) - Kentucky (à partir du 18 juin 1792) : - 3. John Edwards (en) (A) - 2. John Brown (A) - Maryland : - 3. John Henry (en) (P) - 1. Charles Carroll (P) jusqu'au 30 novembre 1792 (démission) - 1. Richard Potts (en) (P) à partir du 10 janvier 1793 - Massachusetts : - 2. Caleb Strong (P) - 1. George Cabot (P) | - New Hampshire : - 3. John Langdon (P) - 2. Paine Wingate (A) - New Jersey : - 2. Philemon Dickinson (P) - 1. John Rutherfurd (en) (P) - New York : - 3. Rufus King (P) - 1. Aaron Burr (A) - Pennsylvanie : - 3. Robert Morris (P) - 1. siège vacant - Rhode Island : - 1. Theodore Foster (P) - 2. Joseph Stanton Jr. (en) (A) - Vermont (à partir du 17 octobre 1791) : - 1. Moses Robinson (en) (A) - 3. Stephen R. Bradley (A) - Virginie : - 2. Richard Henry Lee (A) jusqu'au 8 octobre 1792 (démission) - 2. John Taylor (en) (A) à partir du 18 octobre 1792 - 1. James Monroe (A) |

### Chambre des représentants
- Président : Jonathan Trumbull, Jr. (P)

| - Caroline du Nord (5) : - 1. John Steele (en) (P) - 2. Nathaniel Macon (A) - 3. John Baptista Ashe (en) (A) - 4. Hugh Williamson (A) - 5. William Barry Grove (en) (P) - Caroline du Sud (5) : - 1. William L. Smith (en) (P) - 2. Robert Barnwell (en) (P) - 3. Daniel Huger (en) (P) - 4. Thomas Sumter (A) - 5. Thomas Tudor Tucker (en) (A) - Connecticut (5) : - James Hillhouse (en) (P) - Amasa Learned (en) (P) - Jonathan Sturges (en) (P) - Jonathan Trumbull, Jr. (P) - Jeremiah Wadsworth (en) (P) - Delaware (1) : - John Vining (en) (P) - Géorgie (3) : - 1. Anthony Wayne (A) jusqu'au 21 mars 1792 (élection contestée) - 1. John Milledge (en) (A) à partir du 22 novembre 1792 - 2. Abraham Baldwin (A) - 3. Francis Willis (en) (A) - Kentucky (2) : - 1. Christopher Greenup (en) (A) à partir du 9 novembre 1792 - 2. Alexander D. Orr (en) (A) à partir du 8 novembre 1792 - Maryland (6) : - 1. Philip Key (en) (P) - 2. Joshua Seney (en) (A) jusqu'au 6 décembre 1792 (démission) - 2. William Hindman (en) (P) à partir du 30 janvier 1793 - 3. William Pinkney (P) jusqu'en novembre 1791 (démission) - 3. John F. Mercer (en) (A) à partir du 6 février 1792 - 4. Samuel Sterett (en) (A) - 5. William Vans Murray (en) (P) - 6. Upton Sheredine (en) (A) - Massachusetts (8) : - 1. Fisher Ames (P) - 2. Benjamin Goodhue (en) (P) - 3. Elbridge Gerry (A) - 4. Theodore Sedgwick (P) - 5. Shearjashub Bourne (en) (P) - 6. George Leonard (en) (P) - 7. Artemas Ward (P) - 8. George Thatcher (en) (P) | - New Hampshire (3) : - Nicholas Gilman (P) - Samuel Livermore (P) - Jeremiah Smith (P) - New Jersey (4) : - Elias Boudinot (P) - Abraham Clark (P) - Jonathan Dayton (P) - Aaron Kitchell (P) - New York (6) : - 1. Thomas Tredwell (A) à partir du 24 octobre 1791 - 2. John Laurance (en) (P) - 3. Egbert Benson (en) (P) - 4. Cornelius C. Schoonmaker (en) (A) - 5. Peter Silvester (en) (P) - 6. James Gordon (P) - Pennsylvanie : - 1. Thomas Fitzsimons (P) - 2. Frederick Muhlenberg (A) - 3. Israel Jacobs (en) (P) - 4. Daniel Hiester (en) (A) - 5. John W. Kittera (en) (P) - 6. Andrew Gregg (A) - 7. Thomas Hartley (en) (P) - 8. William Findley (en) (A) - Rhode Island (1) : - Benjamin Bourne (en) (P) - Vermont (2) : - 1. Israel Smith (en) (A) à partir du 17 octobre 1791 - 2. Nathaniel Niles (A) à partir du 17 octobre 1791 - Virginie (10) : - 1. Alexander White (en) (P) - 2. John Brown (A) jusqu'au 1er juin 1792 (élu sénateur) - 2. siège vacant à partir du 1er juin 1792 - 3. Andrew Moore (A) - 4. Richard Bland Lee (en) (P) - 5. James Madison (A) - 6. Abraham B. Venable (en) (A) - 7. John Page (en) (A) - 8. Josiah Parker (en) (A) - 9. William B. Giles (en) (A) - 10. Samuel Griffin (en) (P) |